# グランプラザ中津ホテル

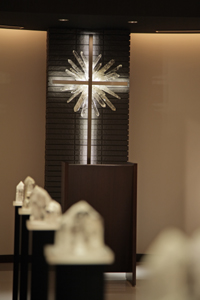
GrandChapelOの内部

グランプラザ中津ホテル（グランプラザなかつホテル、GRAND PLAZA NAKATSU HOTEL）は、大分県中津市に所在するホテルで1986年9月7日開業。地域最大面積の宴会場を誇り、宿泊、宴会、婚礼、レストラン、ビアガーデンの運営を行い、地域の顔となるホテルの一つである。
開業当初は、ホテルサンルート中津としてスタートしたが、20年の契約満了を機に2004年12月21日、会社名を株式会社プラザ開発と変更すると同時に屋号をグランプラザ中津ホテルとした。

## 沿革
- 1986年：開業
- 2004年：屋号をグランプラザ中津ホテルに変更
- 2008年：1Fにあるレストラン「おうぎ」閉店
- 2008年：GrandChapel O(グランチャペル　オー)オープン
- 2012年：HIGASHIHONMACHI DINNING 123「ヒガシホンマチダイニング　いろは」オープン

## 建物

### 宿泊施設
- 総客室数：99室

　シングルA、シングルB、シングルC、ツイン、デラックスツイン、スィート
- 特徴

　デュベルーム、禁煙室、レディースフロア

### 宴会場
- ロイヤルグランルーム　572m2
- 富士の間　68m2
- 蘭の間　　68m2
- 鶴の間　　15m2
- 千種の間　17m2

### 式場
- 神前式場

　オーソドックスなビルインタイプの神前式場で40名が参列可能。
- GRANDCHAPEL O

　水晶の原石を細部に使用した珍しいタイプのビルインチャペル。

## 交通
JR九州日豊本線中津駅より徒歩3分。

## 周辺情報
- 中津城
- 福澤諭吉旧居
- 東九州龍谷高等学校
- ゆめタウン中津
- ダイハツ九州